# 16 mai
ianuarie • februarie • martie  • aprilie  • mai  • iunie  • iulie  • august  • septembrie  • octombrie  • noiembrie  • decembrie
16 mai este a 136-a zi a calendarului gregorian și ziua a 137-a în anii bisecți. Mai sunt 229 de zile până la sfârșitul anului.

## Evenimente

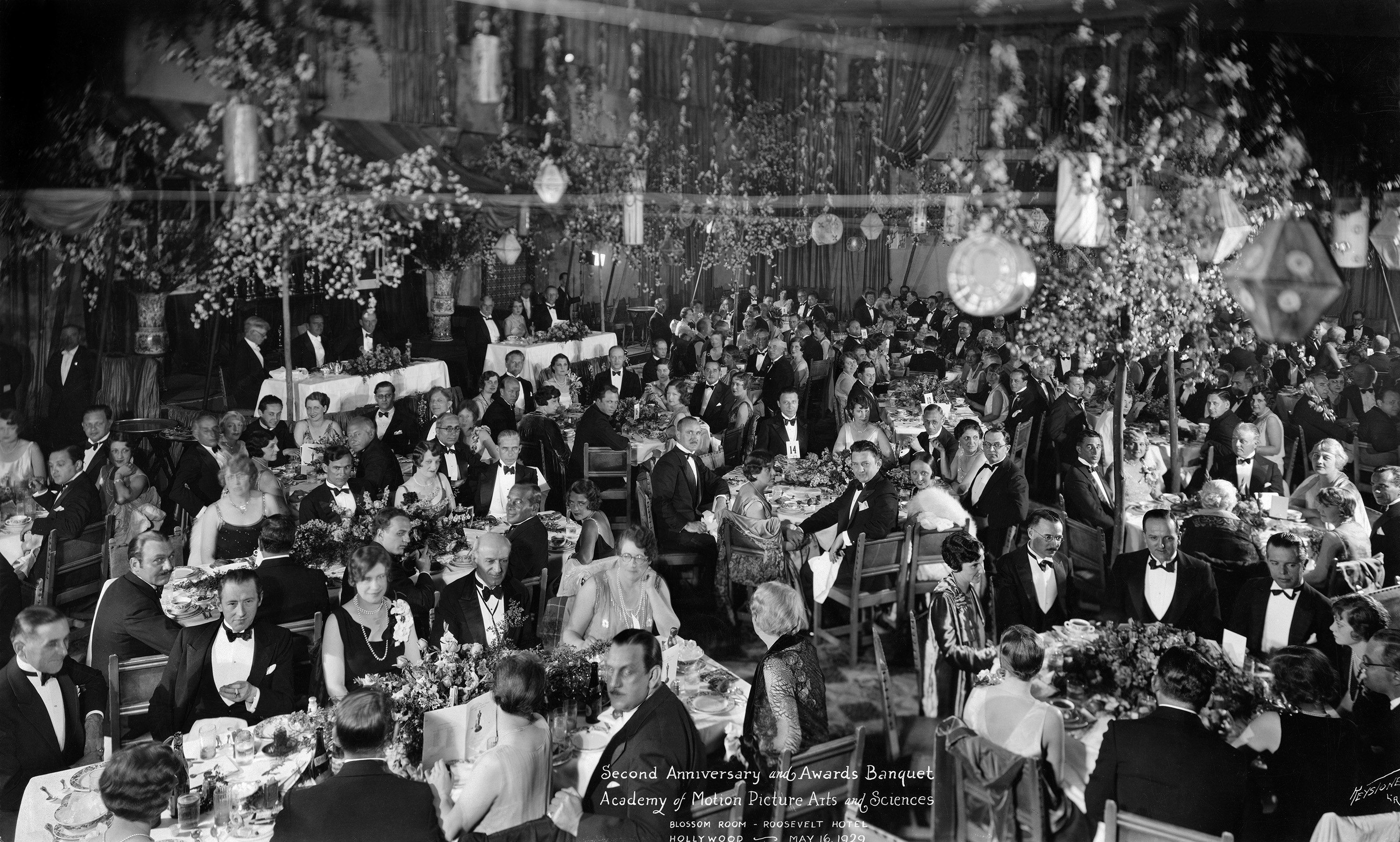
1929: Prima ediție a premiilor Oscar

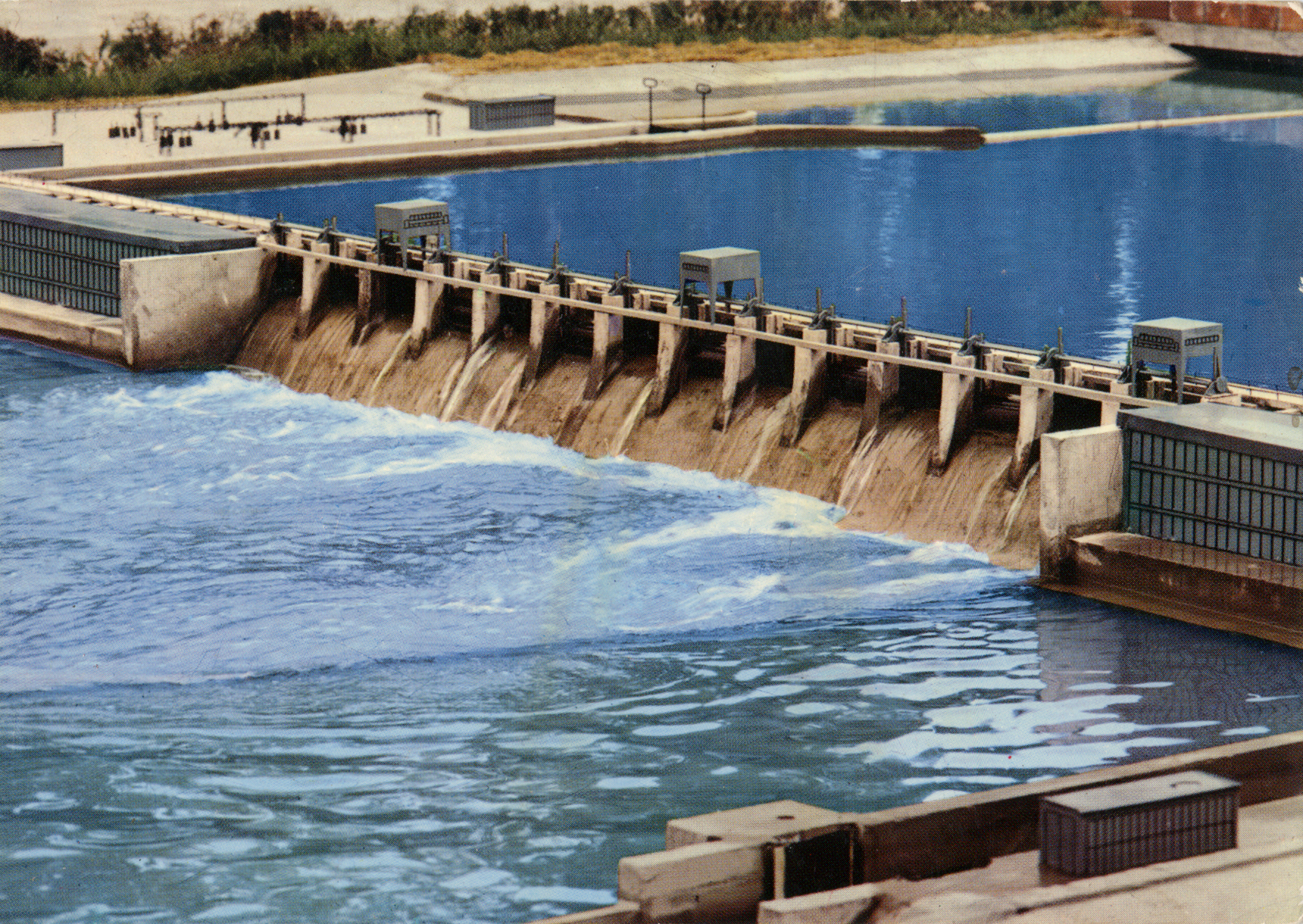
1972: A fost inaugurat Sistemul hidroenergetic Porțile de Fier I, cu o putere de 1050 MW, în partea românească și tot atât în partea iugoslavă; lucrările sistemului au început în septembrie 1964.

- 0946: Împăratul Suzaku abdică de la tron în favoarea fratelui său Murakami care devine cel de-al 62-lea împărat al Japoniei.
- 1204: Menționarea populației ortodoxe din Dieceza de Oradea. Papa Inocențiu al III-lea cerea episcopului de Oradea să accepte pentru această populație, probabil români, subordonarea direct Scaunului Apostolic.
- 1204: Balduin al IX-lea, Conte de Flandra este încoronat ca primul împărat al Imperiul Latin de Constantinopol.
- 1527: Familia Medici este expulzată a doua oară din Republica Florentină. Sub conducerea bancherului Filippo Strozzi⁠(en)[traduceți] republica își dă o nouă constituție.
- 1605: Camillo Borghese devine Papa Paul al V-lea. El va intra în conflict cu Republica Venețiană și va reconstrui Aqua Traiana⁠(en)[traduceți].
- 1770: Maria Antoaneta (14 ani) s-a căsătorit cu viitorul rege al Franței, Ludovic al XVI-lea (15 ani).[1]
- 1792: A fost inaugurat Marele Teatru La Fenice („Teatrul Fenix”) din Veneția cu o operă de Giovanni Paisiello.
- 1812: A fost semnată Pacea de la București prin care se încheia războiul ruso–turc (1806–1812). Jumătatea de est a Moldovei ce avea să fie denumită Basarabia, intră în componența Rusiei.[2]
- 1832: Juan Godoy descoperă aflorimentele bogate în argint din Chañarcillo, provocând goana după argint din Chile.[3][4]

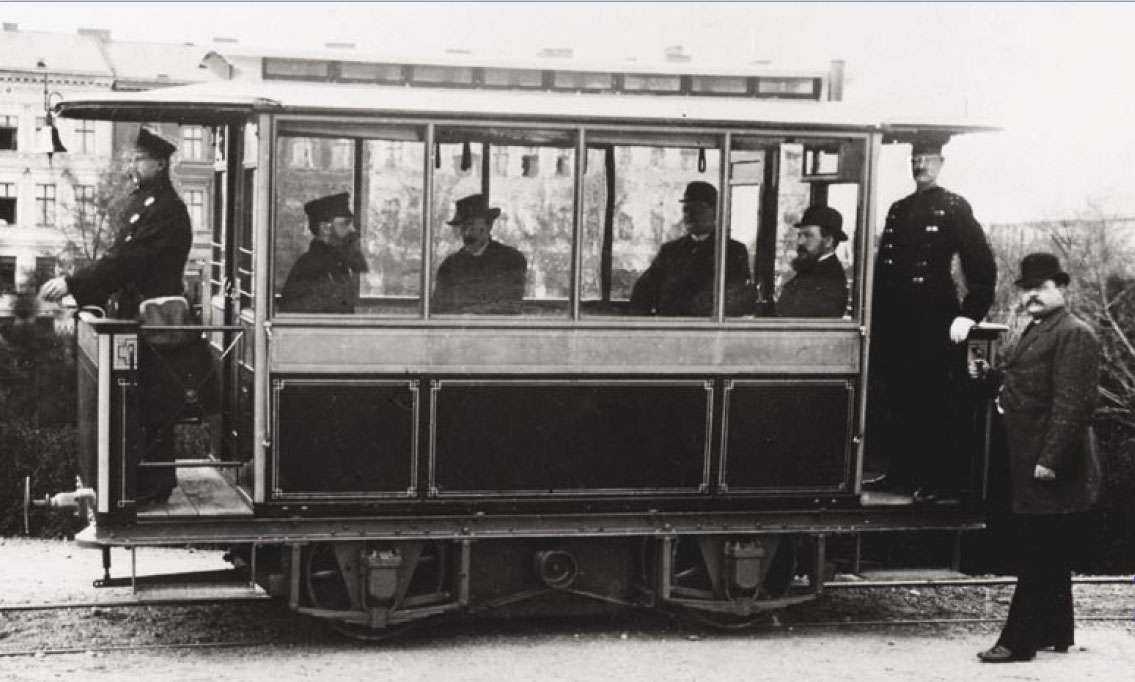
1881: Compania germană Siemens & Halske pune în funcțiune la Berlin primul tramvai electric din lume.

- 1836: Edgar Allan Poe, celebru poet american, se însoară cu verișoara sa de numai 13 ani, Virginia.
- 1881: Compania germană Siemens & Halske pune în funcțiune la Berlin primul tramvai electric din lume.
- 1920: La Roma, Papa Benedict al XV-lea a canonizat-o pe Ioana d'Arc, care a căpătat statutul de sfântă.
- 1929: La Hollywood, California are loc prima ediție Academy Awards (Oscar).
- 1960: Theodore Maiman, un fizician american, a produs primul laser în laboratoarele de cercetare Hughes din Malibu, California.
- 1966: Bob Dylan lansează albumul Blonde on Blonde, care este privit ca primul album dublu din istoria rockului.
- 1966: Partidul Comunist Chinez emite "notificarea din 16 mai", marcând începutul Revoluției Culturale.
- 1969: Sonda spațială sovietică Venera 5 aterizează pe Venus și trimite date despre atmosferă.
- 1972: A fost inaugurat Sistemul hidroenergetic Porțile de Fier I, cu o putere de 1050 MW, în partea românească și tot atât în partea iugoslavă; lucrările sistemului au început în septembrie 1964.
- 1974: Prin noua Constituție a Iugoslaviei, Iosip Broz Tito în vârstă de 82 de ani este numit președinte pe viață.
- 1975: Alpinista niponă Junko Tabei a devenit prima femeie din lume care a urcat pe Everest.
- 1990: A fost înființat Serviciul de Protecție și Pază.
- 1990: A luat ființă prima societate pe acțiuni din România - după Revoluția din decembrie 1989.
- 1991: Regina Elisabeta a II-a a Regatului Unit se adresează unei sesiuni comune a Congresului Statelor Unite. Ea este primul monarh britanic care se adresează Congresului SUA.
- 1997: Sub conducerea lui Laurent-Désiré Kabila, rebelii reușesc să-l răstoarne pe dictatorul Mobutu Sese Seko, președintele Zairului, care fuge din țară.
- 2002: După zece ani de la stingerea din viață a actriței Marlene Dietrich autoritățile Berlinului i-au acordat titlul de cetățean de onoare al orașului Berlin.
- 2005: Kuwaitul a aprobat un amendament la legea electorală, care le asigură femeilor dreptul la vot și le ofera posibilitatea de a candida la funcții politice.

## Nașteri
- 1611: Papa Inocențiu al XI-lea (d. 1689)
- 1624: Willem van Aelst, pictor neerlandez (d. 1683)
- 1626: Andrea Carlone, pictor italian (d. 1697)
- 1718: Maria Gaetana Agnesi, matematiciană italiană (d. 1799)
- 1725: Peder Als, pictor danez (d. 1776)
- 1763: Louis Nicolas Vauquelin, chimist francez (d. 1829)
- 1801: William H. Seward, politician și diplomat american (d. 1872)
- 1821: Pafnuti Cebîșev, savant rus (d. 1894)
- 1831: David Edward Hughes, fizician, inventator american (d. 1900)
- 1886: Florica Cristoforeanu, cântăreață de operă (d. 1960)

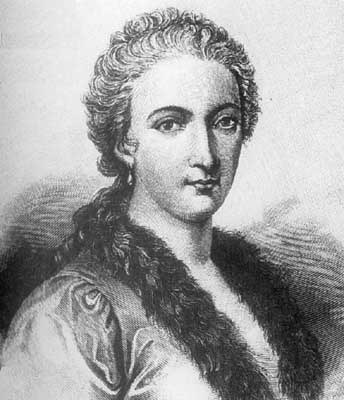
Maria Gaetana Agnesi, matematiciană italiană
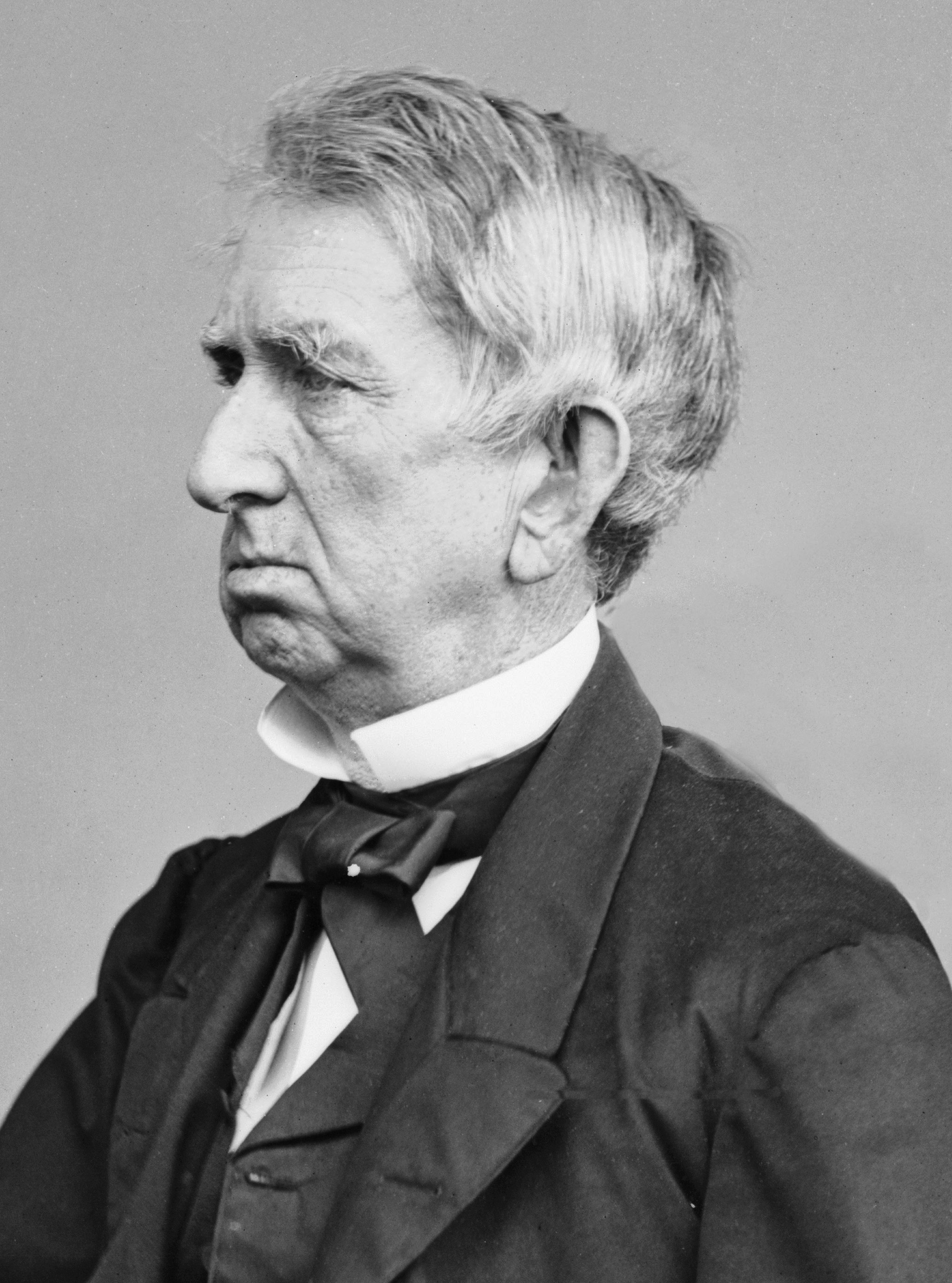
William H. Seward, politician și diplomat american
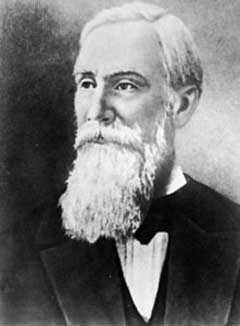
Pafnuti Cebîșev, savant rus

- 1898: Marcel Griaule, etnolog și africanist francez (d. 1956)
- 1898: Tamara de Lempicka, pictoriță de origine poloneză (d. 1980)
- 1900: Aurel Ciupe, pictor și desenator român (d. 1988)
- 1905: Henry Fonda, actor american (d. 1982)
- 1906: Arturo Uslar Pietri, scriitor venezuelean (d. 2001)
- 1913: Gheorghe Apostol, om politic din regimul comunist (d. 2010)
- 1928: Zlata Tcaci, compozitoare din Republica Moldova (d. 2006)
- 1930: Titus Popovici, scriitor și scenarist român (d. 1994)
- 1930: Friedrich Gulda, pianist austriac (d. 2000)
- 1933: Andrei Blaier, regizor român de film (d. 2011)
- 1938: Florin Costinescu, poet și scriitor român (d. 2019)
- 1939: Constantin Cubleșan, poet, prozator și dramaturg român
- 1945: Ferenc Asztalos, politician maghiar

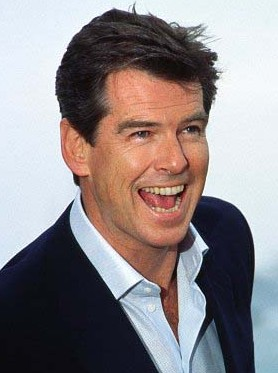
Pierce Brosnan, actor american
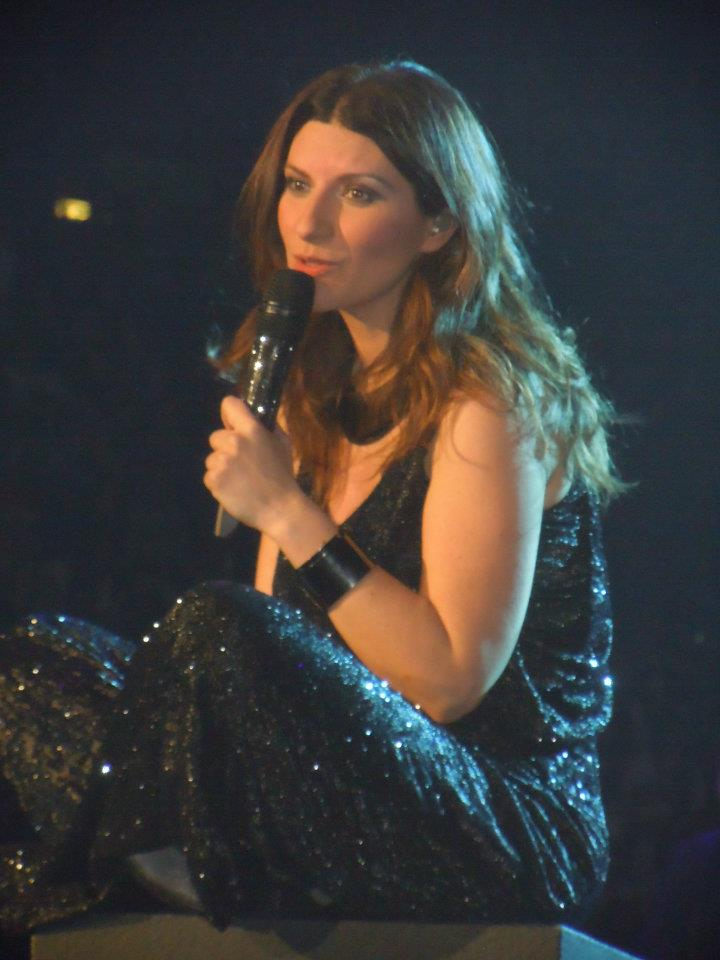
Laura Pausini, cântăreață italiană
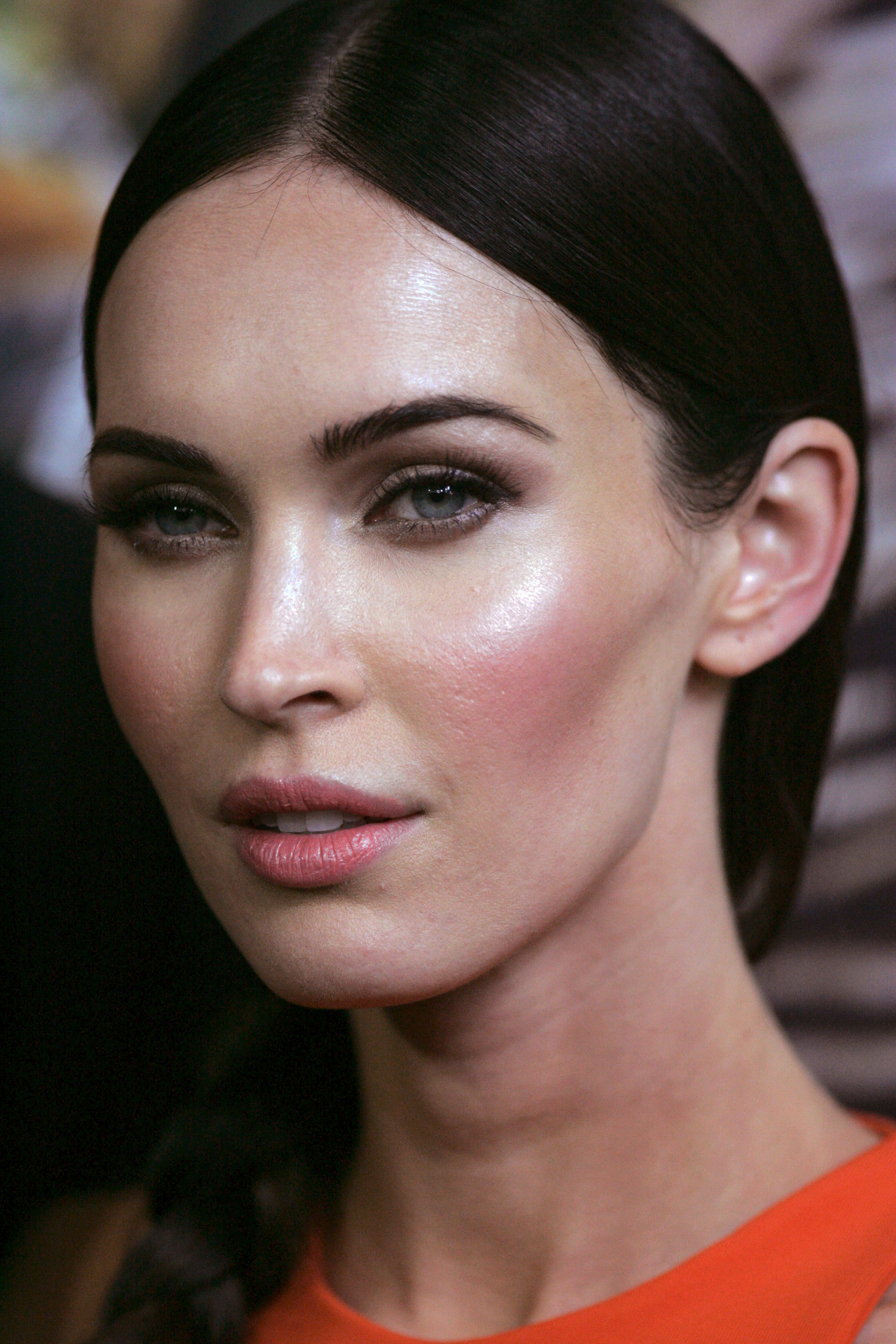
Megan Fox, actriță americană

- 1946: Robert Fripp, compozitor, chitarist și producător englez (King Crimson)
- 1948: Gabriel Dan Cacuci, fizician german de origine română, membru de onoare al Academiei Române
- 1950: Johannes Georg Bednorz, fizician german, laureat al Premiul Nobel
- 1951: Emmanuel Todd, istoric, antropolog, demograf, sociolog și politolog francez
- 1953: Pierce Brosnan, actor și producător de film irlandezo-american
- 1954: Marian Odangiu, critic literar, poet, eseist și dramaturg român
- 1958: Corneliu M. Popescu, traducător român (d. 1977)
- 1958: Ioan Țundrea, politician român
- 1962: Samuel Labarthe, actor franco-elvețian
- 1965: Krist Novoselic, compozitor, basist, muzician și activist american de origine croată (Nirvana)
- 1966: Janet Jackson, cântăreață, compozitoare, actriță și dansatoare americană
- 1968: Filip Florian, jurnalist și scriitor român
- 1974: Laura Pausini, cântăreață italiană
- 1975: Tony Kakko, muzician, compozitor și cântăreț finlandez (Sonata Arctica)
- 1981: Marius Niculae, fotbalist român
- 1986: Megan Fox, actriță americană
- 1994: Anthony Turgis, ciclist francez

## Decese
- 1696: Mariana de Austria, regină a Spaniei (n. 1634)
- 1703: Charles Perrault, povestitor, dramaturg, traducător francez (n. 1628)
- 1826: Elisabeta Alexeievna, soția țarului Alexandru I al Rusiei (n. 1779)
- 1830: Jean Baptist Fourier, matematician francez (n. 1768)
- 1852: Prințul Eduard de Saxa-Altenburg, prinț german (n. 1804)
- 1864: Simion Bărnuțiu, ideolog al Revoluței de la 1848, jurist, filozof și estetician (n. 1808)
- 1880: Simion Balint, revoluționar român (n. 1810)

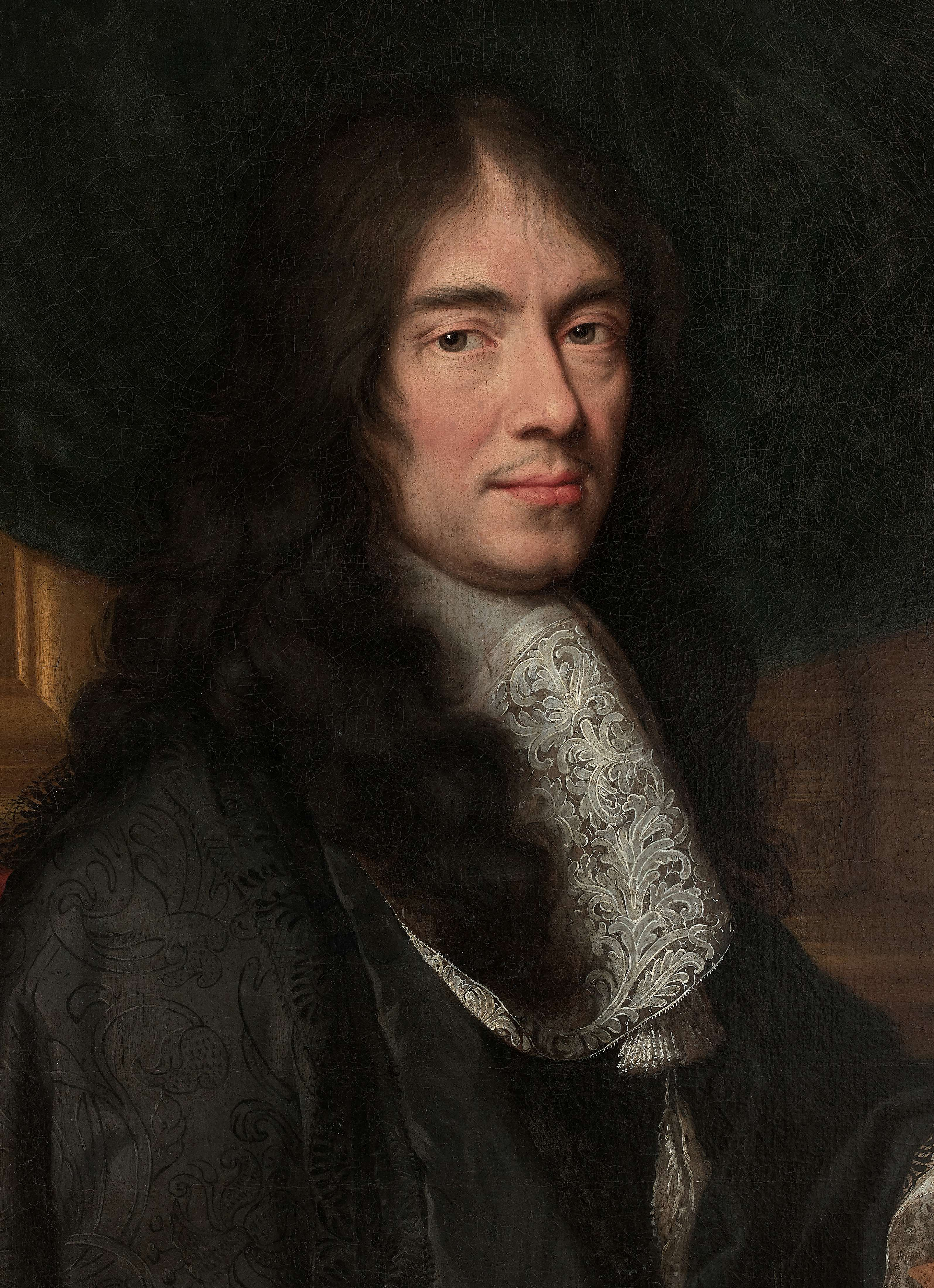
Charles Perrault, povestitor francez
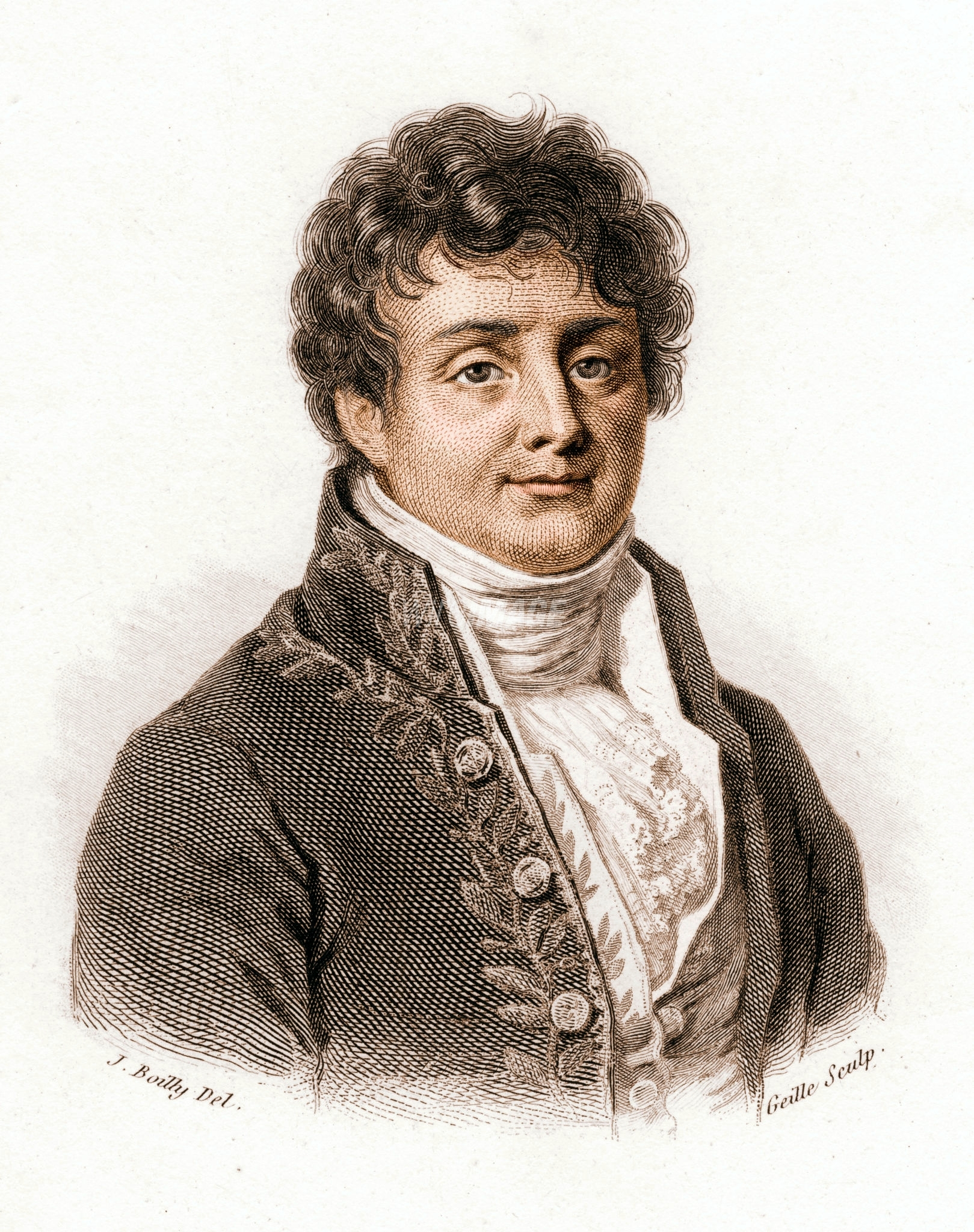
Jean Baptist Fourier, matematician francez
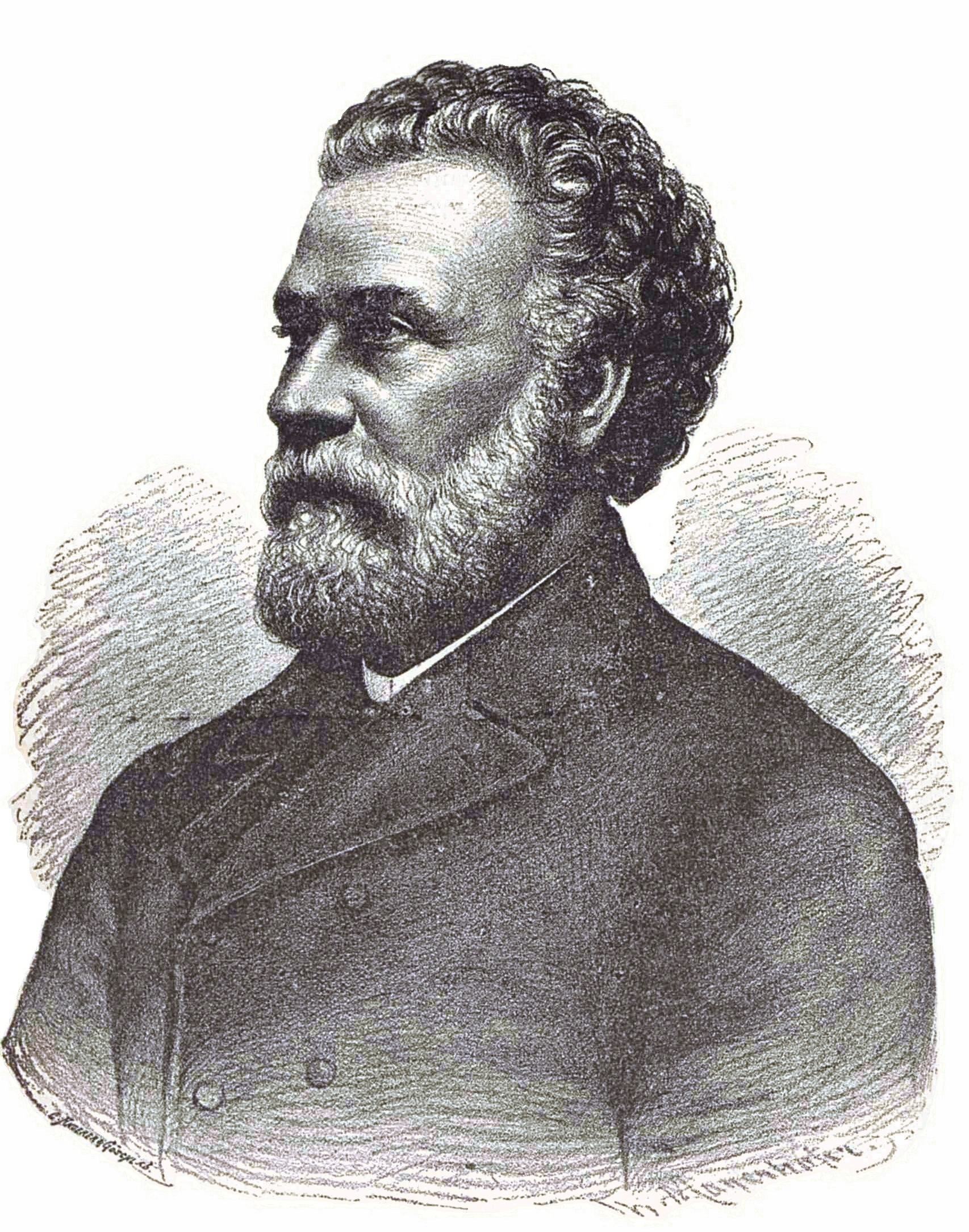
Ion C. Brătianu, om politic român

- 1890: Ducesa Elena de Bavaria, membră a familiei Thurn și Taxis (n. 1834)
- 1891: Ion C. Brătianu, om politic român (n. 1821)
- 1892: Melchisedec Ștefănescu, episcop și istoric român, membru al Academiei Române (n. 1823)
- 1910: Henri-Edmond Cross, pictor francez (n. 1856)
- 1911: Gheorghe Manu, general, om de stat român, prim-ministru al României (n. 1833)
- 1912: George Maximilianovici, al 6-lea Duce de Leuchtenberg (n. 1852)
- 1916: Jean-Jacques Scherrer, pictor francez (n. 1855)
- 1926: Mehmed al VI-lea, ultimul sultan otoman (n. 1861)
- 1947: Sir Frederick Gowland Hopkins, biochimist și fiziolog englez, laureat al Premiului Nobel (n. 1861)
- 1954: Vladimir Ghica, prinț român, preot catolic biritual, deținut politic (n. 1873)
- 1980: Marin Preda, scriitor român, membru al Academiei Române (n. 1922)

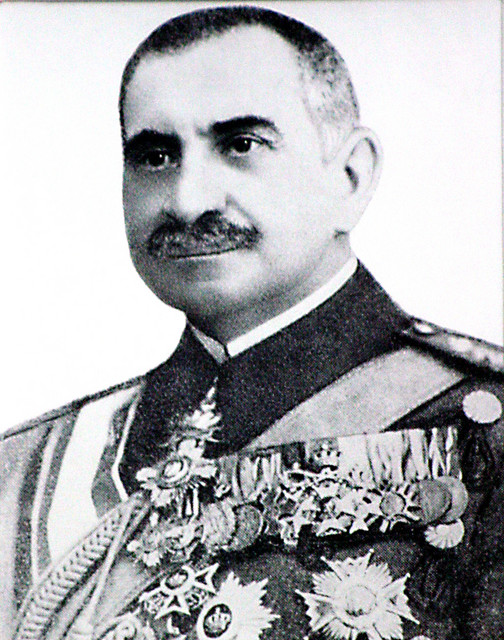
Gheorghe Manu, prim-ministru al României
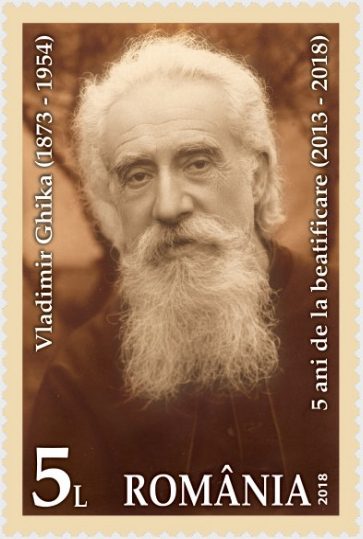
Vladimir Ghica, diplomat, eseist, preot român
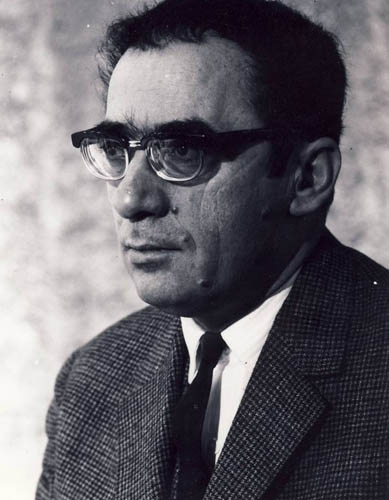
Marin Preda, scriitor român

- 1982: Iosif Pervain, istoric literar (n. 1915)
- 1990: Jim Henson, creatorul păpușilor Muppets (n. 1936)
- 1997: Puiu Călinescu, actor român (n.  1920)
- 2010: Ronnie James Dio, cântăreț american și textier (n. 1942)
- 2011: Serghei Covaliov, canoist român (n. 1944)
- 2012: Maria Bieșu, soprană din Republica Moldova (n. 1935)
- 2013: Heinrich Rohrer, fizician elvețian, laureat Nobel (n. 1933)
- 2018: Lucian Pintilie, regizor român de teatru și film (n. 1933)
- 2024: Dabney Coleman, actor american (n. 1932)

## Sărbători
- Sf. Cuv. Teodor cel Sfințit (calendar ortodox; greco-catolic)
- Sf. Mc. Nicolae din Mezov (calendar ortodox)
- Sf. Cuv. Sila, Paisie și Natan de la Sihăstria Putnei (calendar ortodox)
- Fericitul Vladimir Ghika; Sf. Ioan Nepomuk (calendar romano-catolic; greco-catolic)